# Dytiscus latissimus
Il ditisco maggiore (Dytiscus latissimus Linnaeus, 1758) è un coleottero acquatico appartenente alla famiglia Dytiscidae, diffuso in Europa.

## Descrizione
Le larve di quest'insetto sono molto aggressive; sono dotate di sei zampe e sono lunghe all'incirca 6 cm, hanno una testa larga e piatta con un paio di mascelle a forma di pinze. Sono velenose e per cacciare stanno in agguato tra le piante e a un tratto catturano la preda.

## Distribuzione e habitat
L'areale comprende la Norvegia, la Svezia, la Finlandia, la Danimarca, l'Austria,  la Bosnia ed Erzegovina, la Polonia, la Lettonia, la Bielorussia, l'Ucraina e la Russia.

La presenza è inoltre incerta in Svizzera, Ungheria, Croazia, Slovacchia e Romania.

Considerata estinta in Italia da decenni, è stata riscontrata nuovamente la sua presenza nell'estate del 2023 nei boschi dell'Emilia-Romagna.
È infine considerata specie estinta in Francia, Belgio, Lussemburgo, Paesi Bassi, Germania e Repubblica Ceca.

L'habitat è rappresentato da ruscelli, stagni, laghi poco profondi, zone salmastre e sorgenti termali.

## Conservazione
Data la frammentazione dell'areale, la Lista rossa IUCN classifica Dytiscus latissimus come specie vulnerabile (Vulnerable).